# Prilidiano Pueyrredón
Prilidiano Paz Pueyrredón (24 de enero de 1823, Buenos Aires-3 de noviembre de 1870, San Isidro, Buenos Aires) fue un pintor y arquitecto argentino.

## Juventud
Era hijo del político y militar Juan Martín de Pueyrredón, quien fuera Director Supremo de las Provincias Unidas del Río de la Plata, y de la patricia porteña María Calixta Tellechea y Caviedes. Cursó estudios en el aristocrático Colegio de la Independencia, dirigido por Percy Lewis, hasta completar su educación primaria. En 1835 la familia Pueyrredón se mudó a Europa, donde completó sus estudios. Estuvo un año escolar en París. Veraneaba en Cádiz, donde su padre poseía una empresa dedicada a la importación de cuero argentino.
Seis años más tarde, a causa del endurecimiento de las relaciones entre Francia y la Argentina de Juan Manuel de Rosas, ante la negativa de este a otorgar privilegios comerciales a los buques de ese origen —que no se resolvería hasta pocos años más tarde con la batalla de la Vuelta de Obligado—, los Pueyrredón abandonaron Europa para residir en Río de Janeiro. El ambiente liberal de la sociedad carioca motivó la vocación artística del joven Pueyrredón, y a su regreso a París tres años más tarde obtuvo el permiso paterno para estudiar Ingeniería en la Escuela Politécnica

## Regreso a Buenos Aires

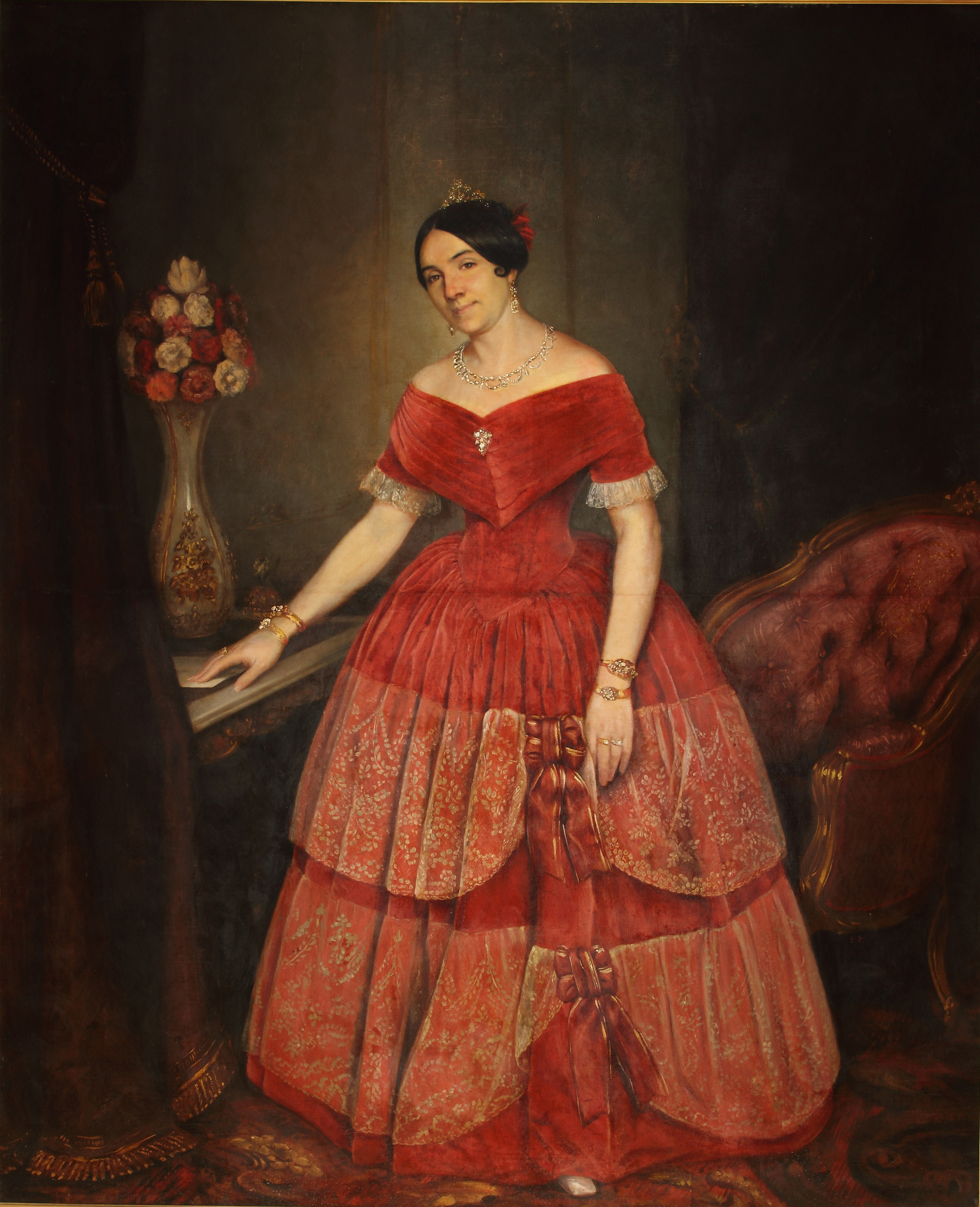
Manuelita Rosas: retrato de Prilidiano Pueyrredón

En 1849, estando el general Pueyrredón muy enfermo, la familia entera regresó a Buenos Aires. Al año siguiente moriría en la quinta familiar de San Isidro. Aunque el joven Prilidiano, ya ingeniero, resultaba una figura singular en la sociedad porteña de la época, y se tejían historias acerca de su inmoralidad —fue el primer pintor de desnudos femeninos en Buenos Aires, de los cuales se conservan dos, La siesta y El baño, hoy en el Museo Nacional de Bellas Artes— supo integrarse en ella para retratarla. Pintó a Manuelita, la hija de Rosas, en 1851, poco antes de la caída del caudillo, y a otras muchas figuras de la sociedad.
A mediados de ese año, sin embargo, la ruptura sentimental con su sobrina y vecina Magdalena Costa, a quien cortejaba, lo hizo abandonar la ciudad y regresar a Cádiz temporalmente. Engendraría allí a su única hija, fruto de una aventura con una muchacha gaditana.

## Madurez artística
Regresó finalmente a Buenos Aires en 1854, y puso sus capacidades de ingeniero y arquitecto al servicio de la rica obra pública que la ciudad portuaria, separada de la Confederación Argentina, desarrollaba. Trabajó en las obras de restauración y ampliación de varios monumentos, entre ellos la capilla de la Recoleta, la Pirámide de la Plaza de Mayo y la Casa Rosada; como urbanista, diseñó la Plaza de la Victoria, un parque junto al entonces Paseo de Julio, y el puente del barrio de Barracas. Fue autor de los planos para la mansión que Miguel de Azcuénaga levantó en Olivos, más tarde obsequiada al gobierno federal como residencia para el presidente de la Nación, hoy denominada Quinta de Olivos.
La década del 50 y sobre todo la del 60 serían las más prolíficas de su producción como pintor. Se conservan 223 obras de estos años, más de la mitad de las cuales son retratos, muchos de ellos pintados por encargo para figuras de la sociedad. Abordó también, siendo uno de los primeros en hacerlo, la temática arrabalera y gauchesca, plasmándola de acuerdo a la doctrina romántica que había adquirido en Europa. Varias de sus obras más famosas responden a estas escenas de la costa del Plata o de la Pampa: Un alto en el campo (1861), Capataz y peón de campo (1864), Lavanderas del Bajo Belgrano (1865) o Recorriendo la estancia (1865).
En 1862 se le concedió la realización de un puente sobre el Riachuelo, a la altura del actual barrio de Barracas. Había proyectado un puente giratorio fantástico para la época. Pero cuando se lo libró al público una imprevisión en el uso de los pilotes hizo fracasar el mecanismo y el terreno cedió, hundiéndose el puente. La suma que los empresarios habían puesto era alta. Pueyrredón entonces realizó un nuevo contrato con el gobierno en 1867 y financió la obra. Esto agravó su salud.
A los 47 años de edad, en la quinta familiar de San Isidro, falleció el 3 de noviembre de 1870, sin poder ver la finalización del puente que se habilitó 9 de noviembre de 1871. En su homenaje dicho puente (que sería arrasado por el río en 1884) y otro más que se inauguraría casi 100 años después fueron denominados con su nombre. Su figura como artista pasó al olvido hasta los años 1930, cuando se lo redescubriría como el precursor de la pintura nacional. Particularmente apreciado es su retrato de su padre.

## Obras

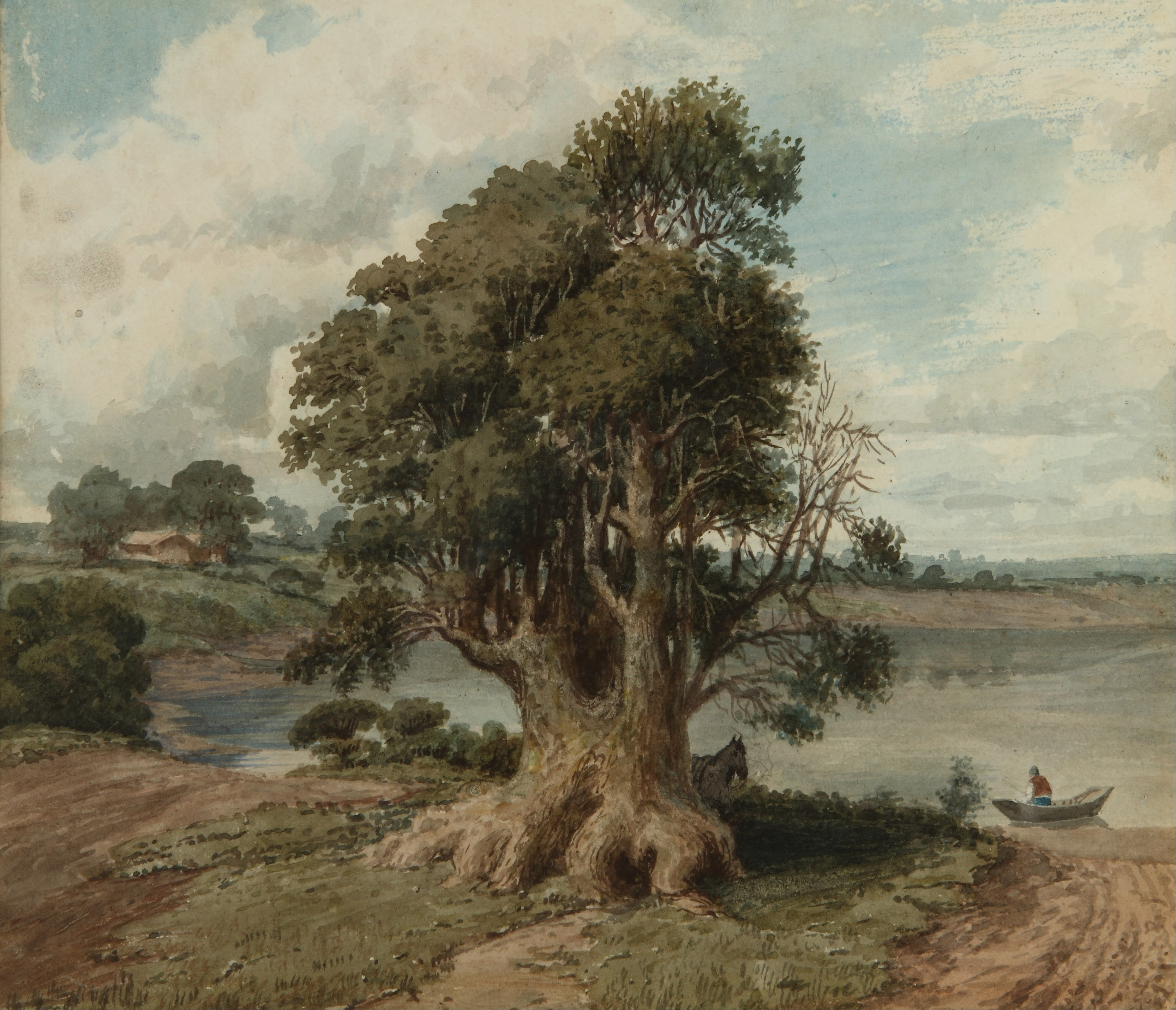
Paisaje de la costa
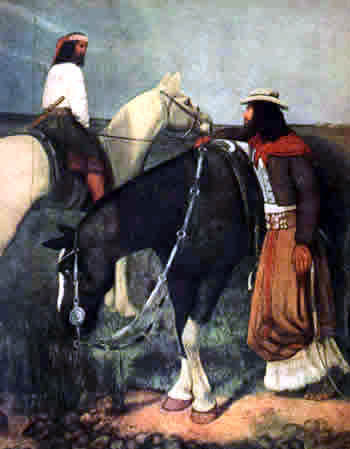
Capataz y peón de campo, 1864
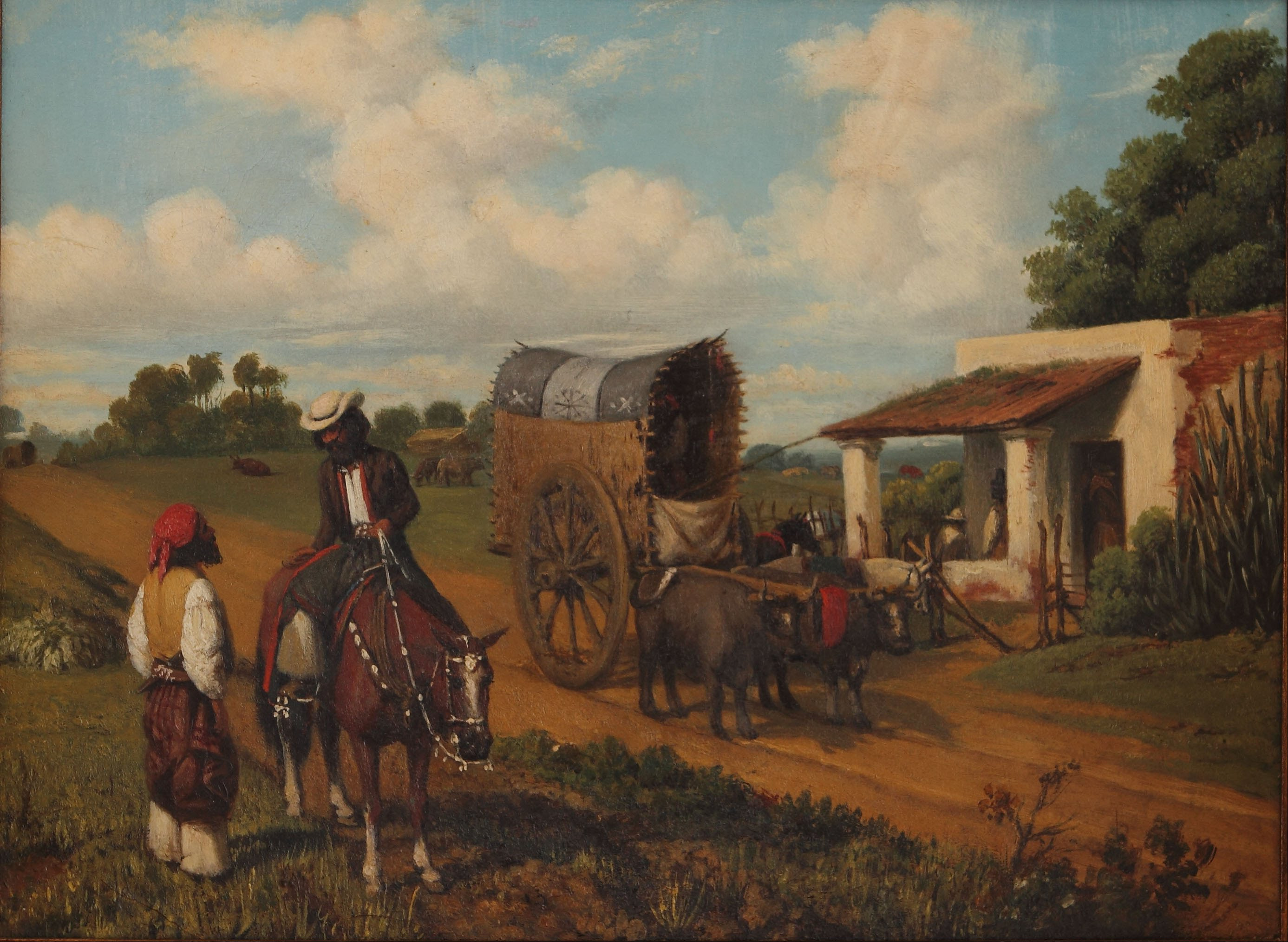
Un alto en la pulpería, ca. 1860
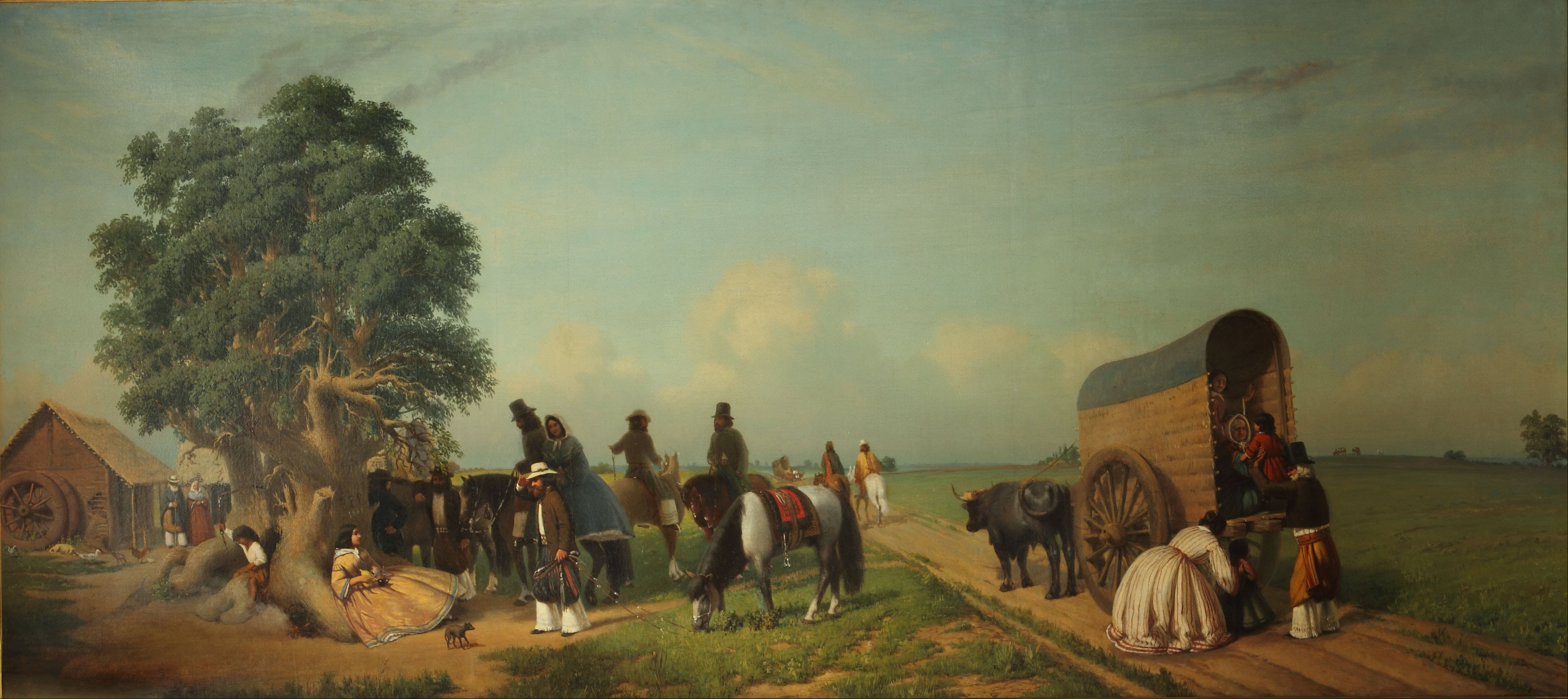
Un alto en el campo, 1861
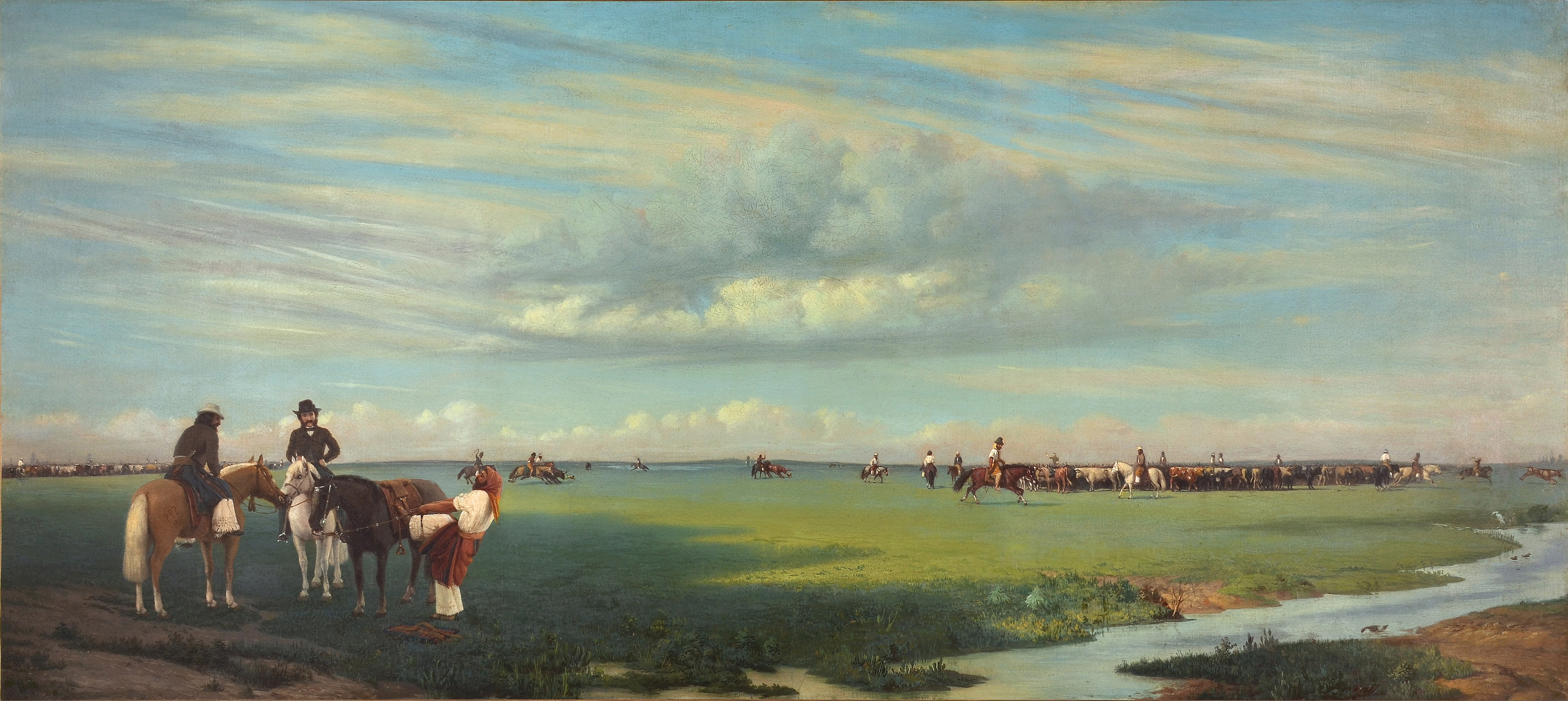
El rodeo, 1861
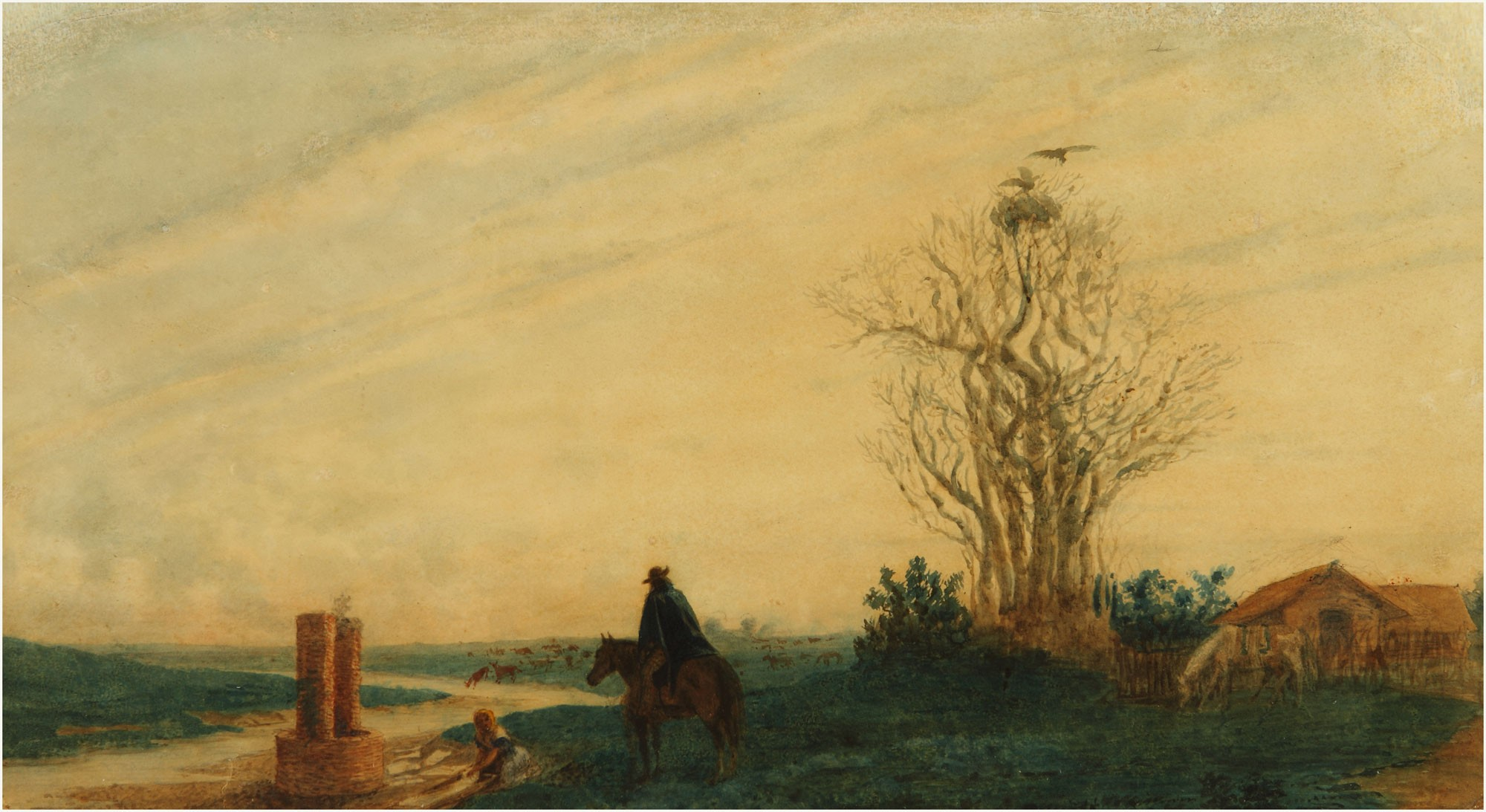
La lavandera
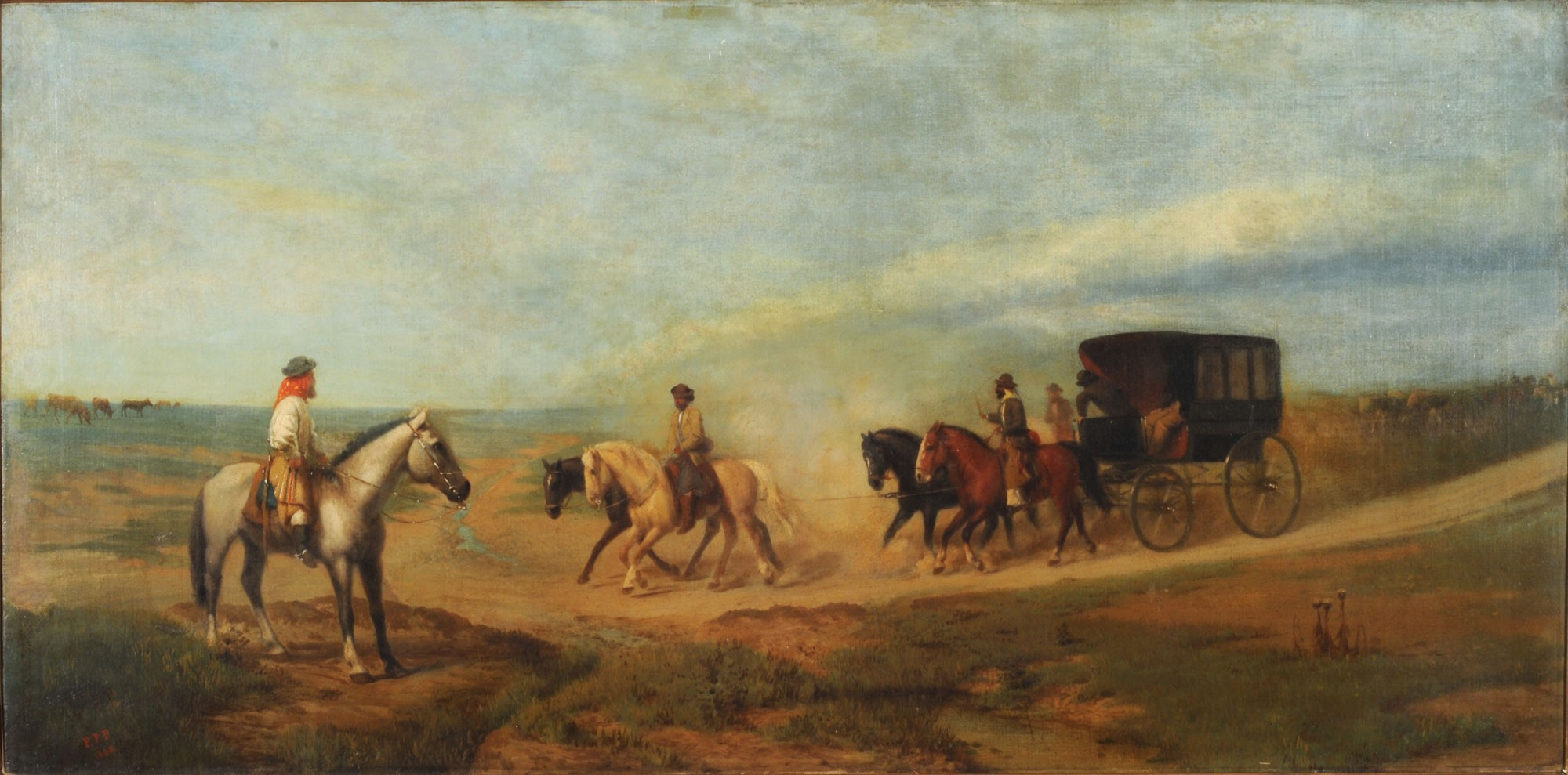
Recorriendo la estancia, 1865
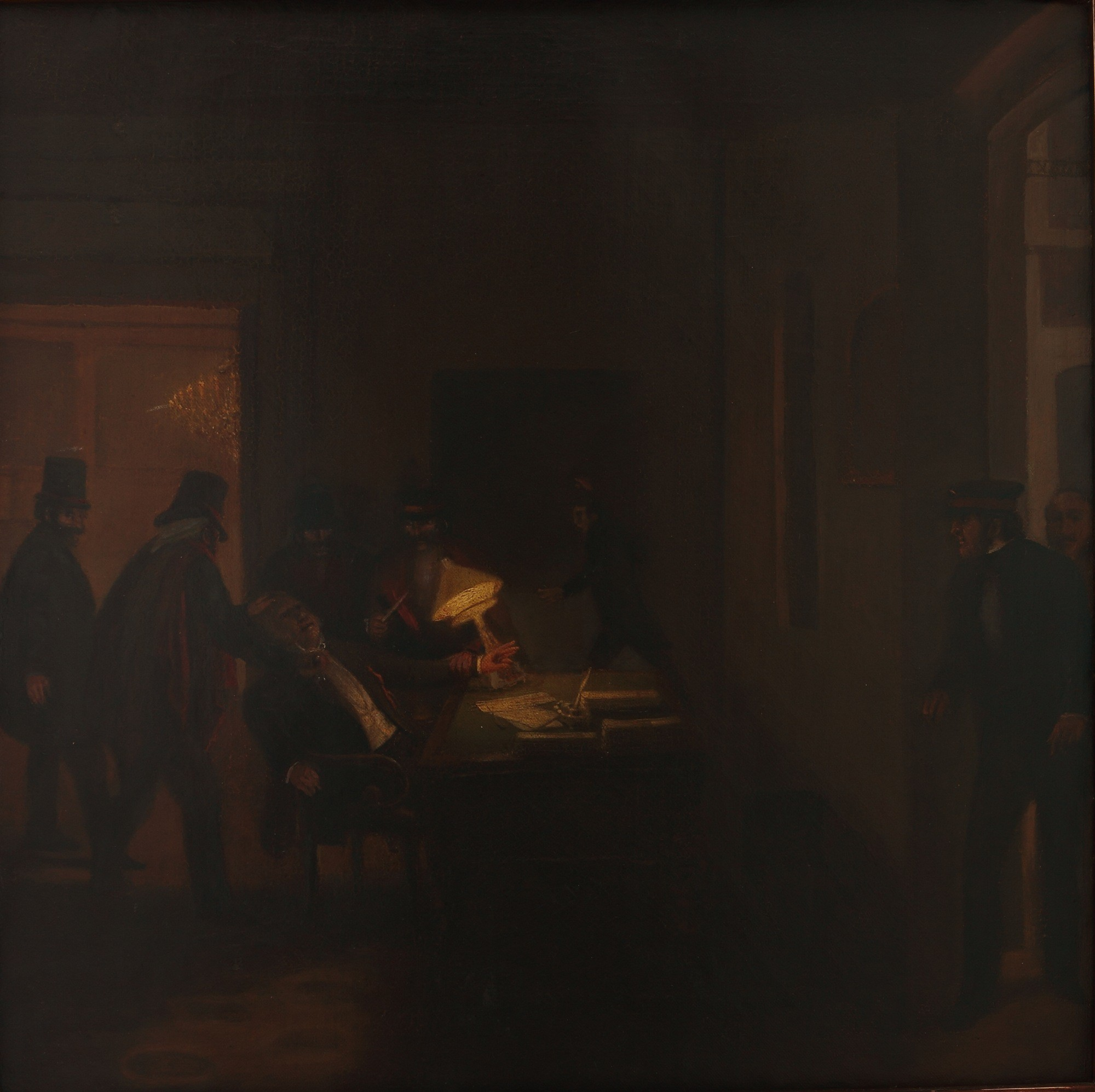
Asesinato de Maza
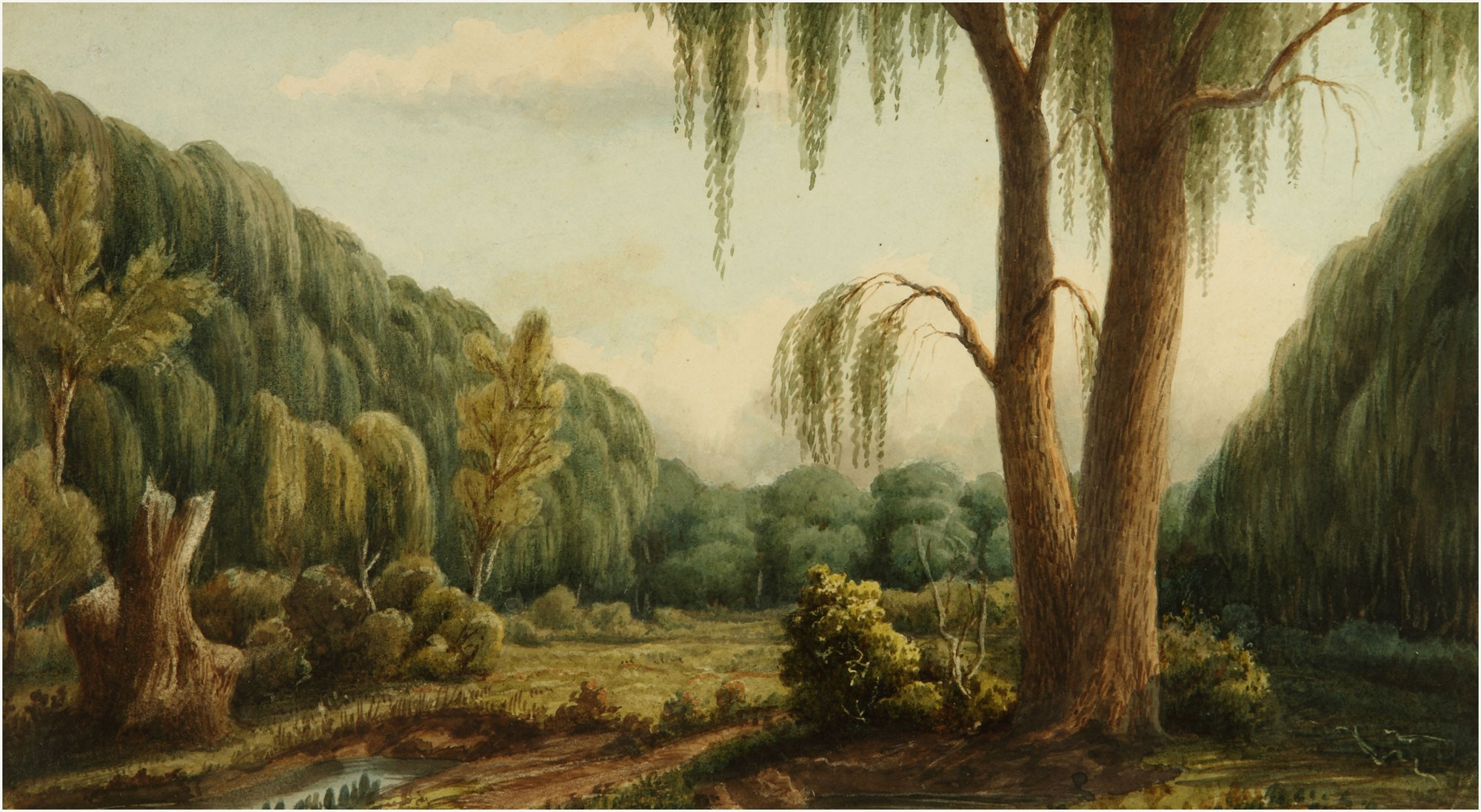
Bosque de Palermo
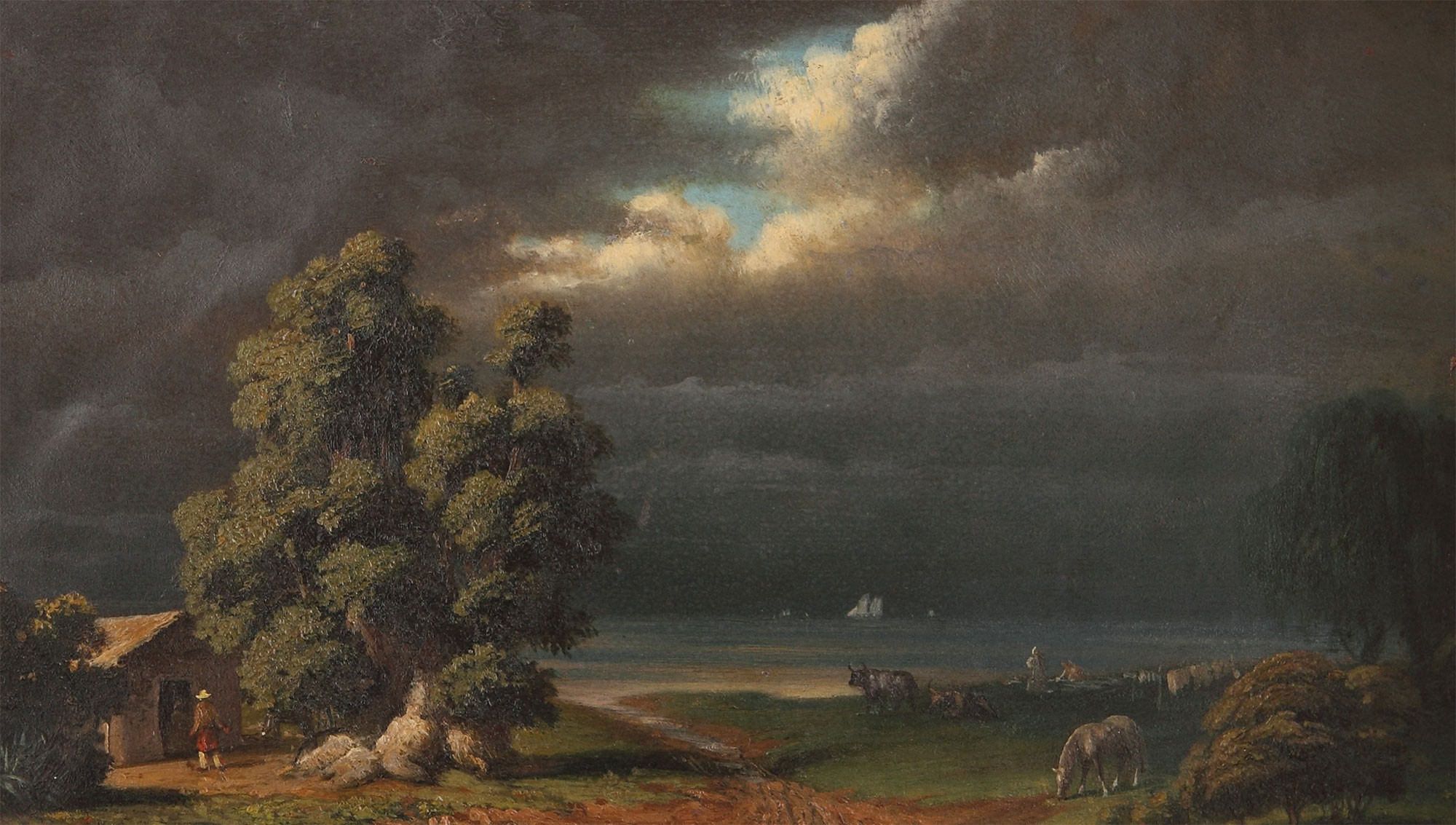
Costa del Río de la Plata
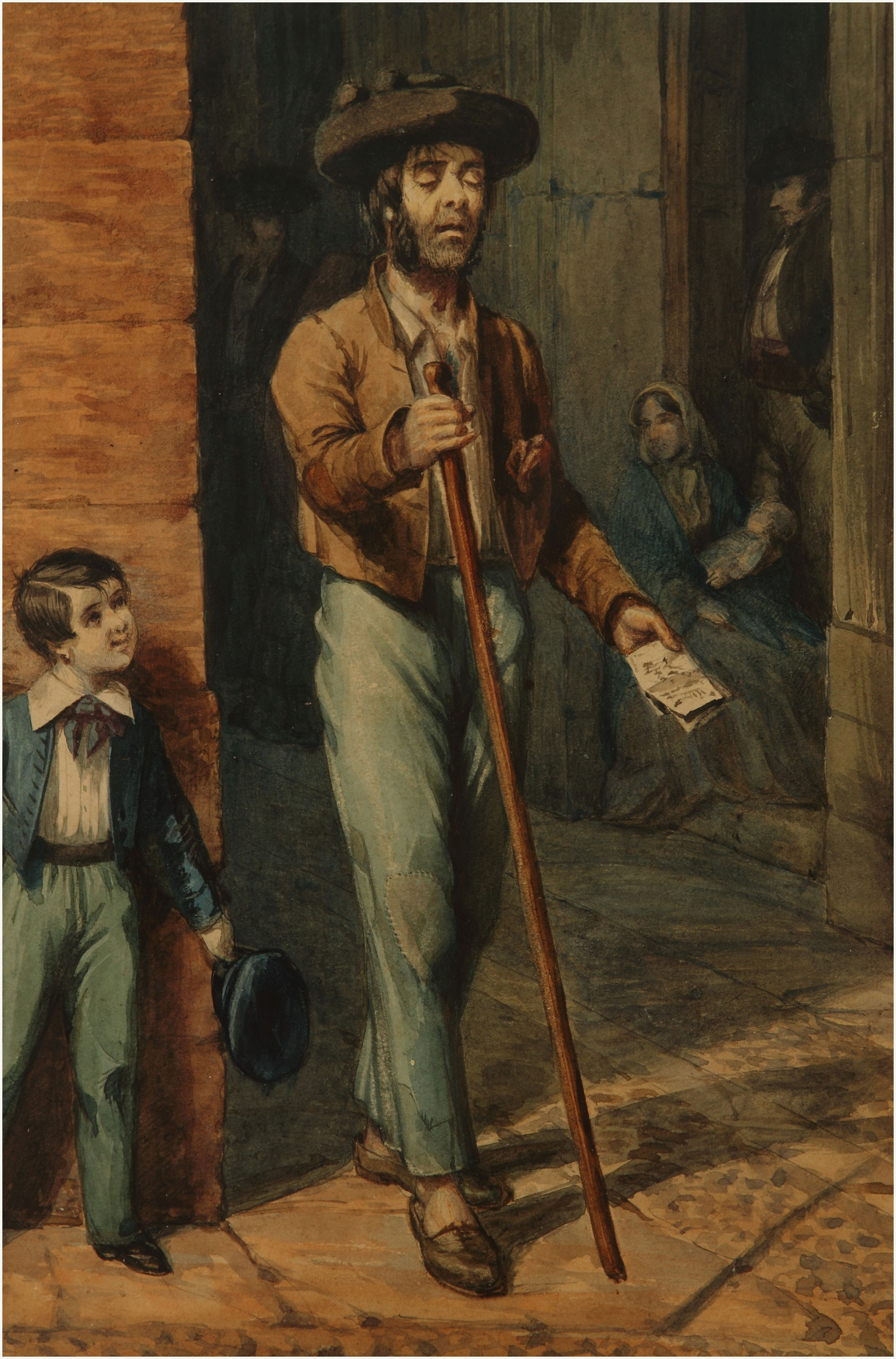
Ciego popular en Cádiz
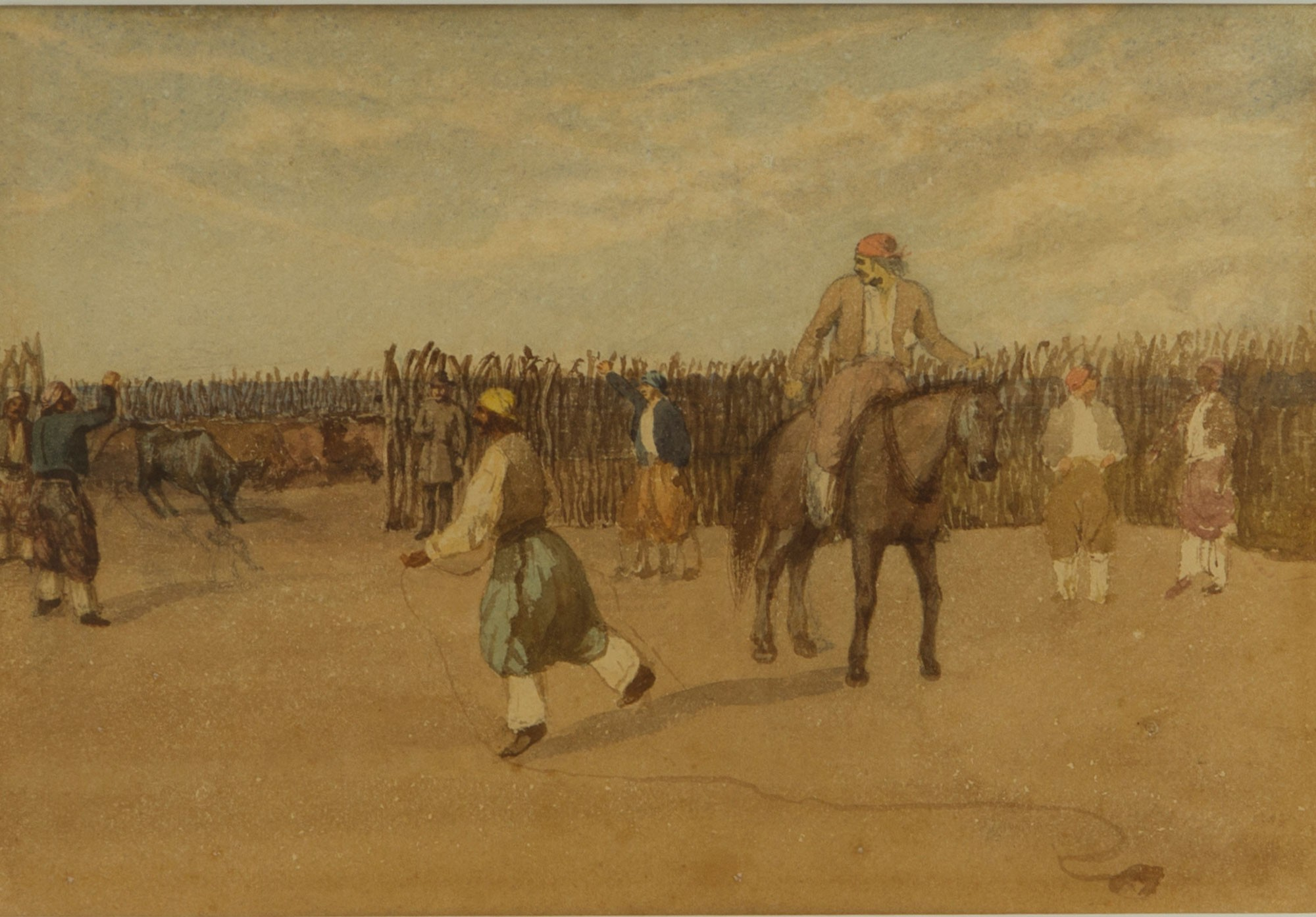
En el corral
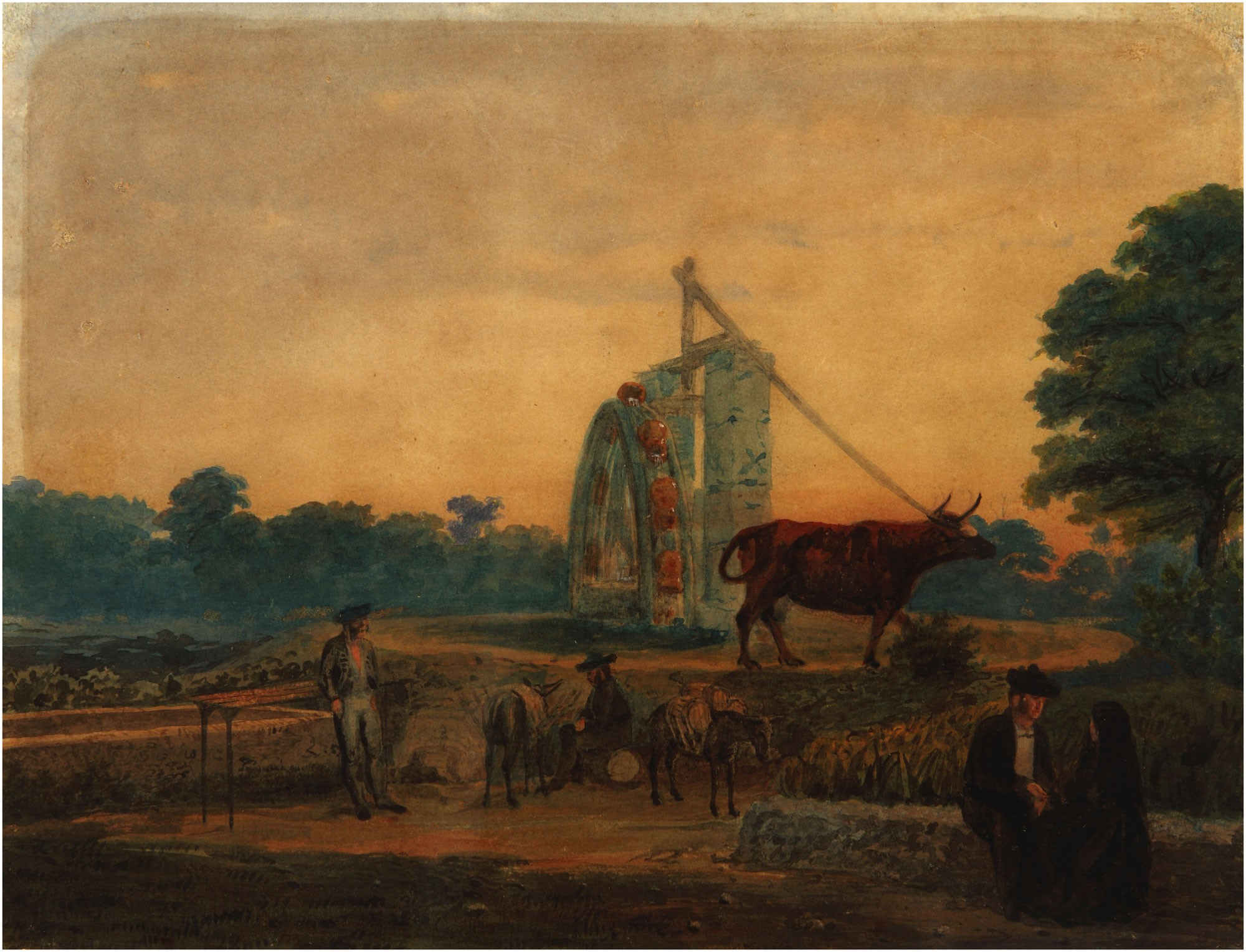
La Noria (España)
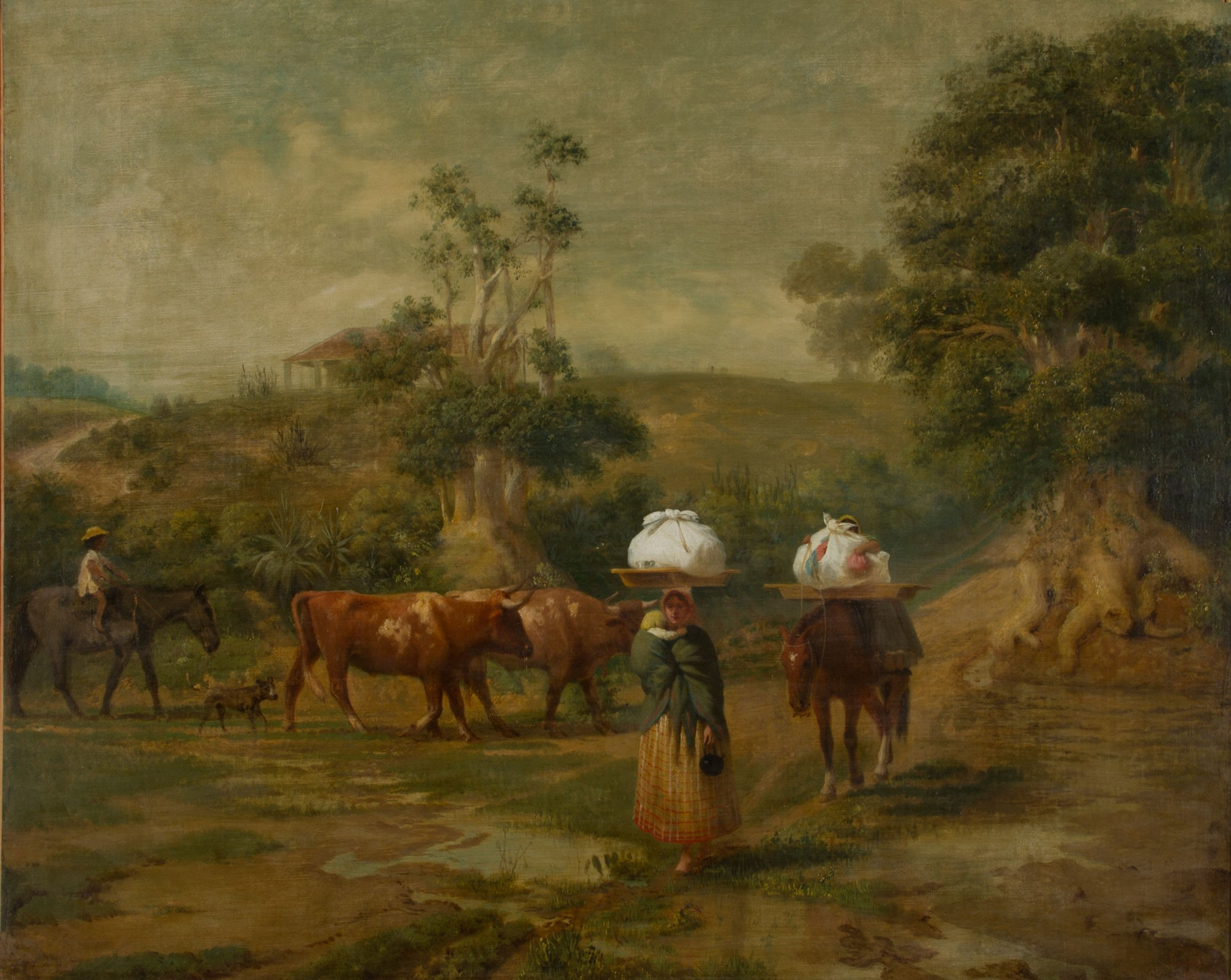
Lavanderas en el bajo de Belgrano
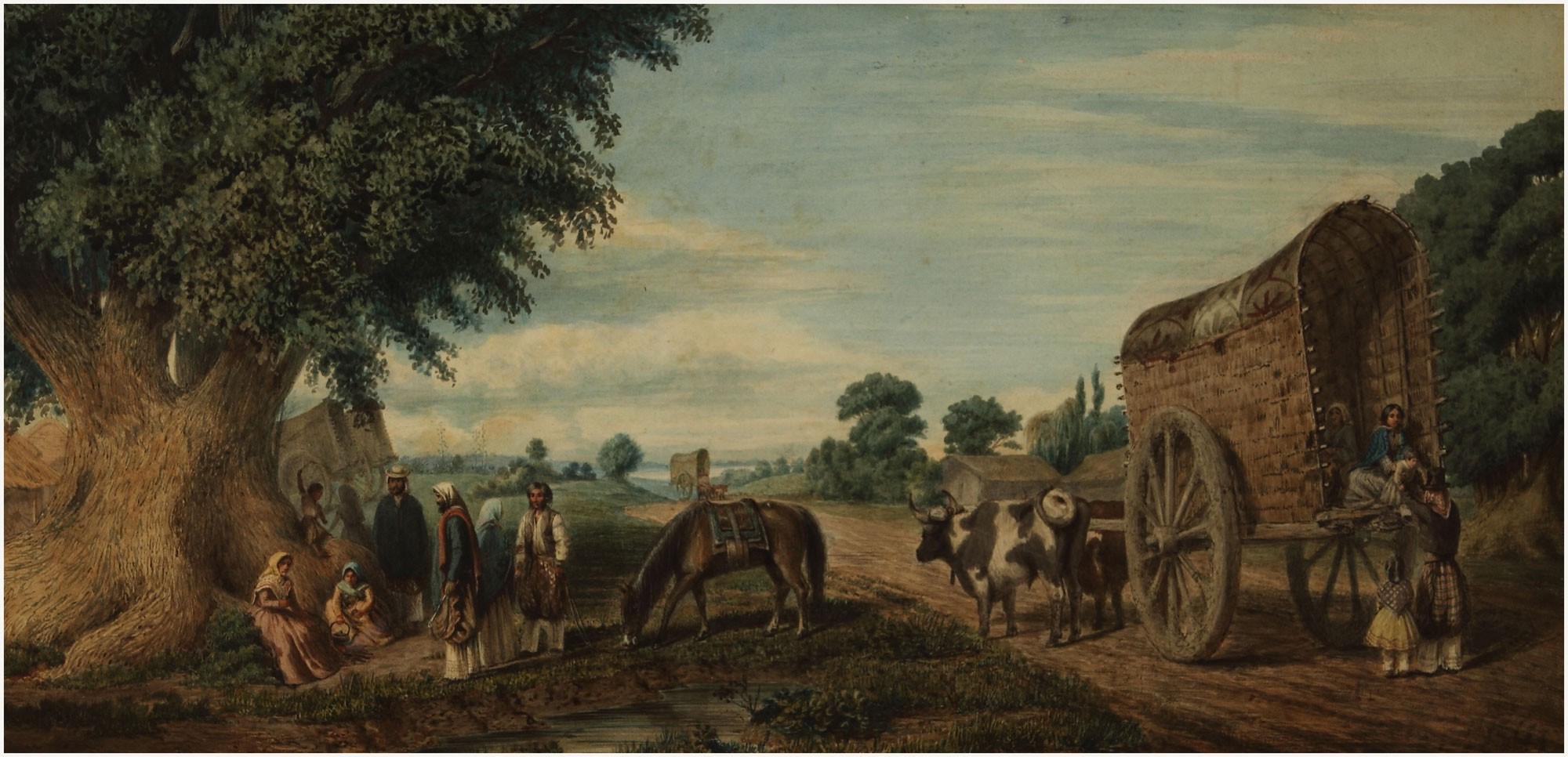
Un domingo en los suburbios de San Isidro